# Куп СФР Југославије у рагбију 1982.
Куп СФР Југославије у рагбију 1982. је било 23. издање Купа комунистичке Југославије у рагбију. Играло се по правилима рагбија 15. 
Трофеј је освојила Нада.
Финале
| Рагби клуб Нада Сплит | 36 – 3 | Рагби клуб Динамо Панчево |
| --------------------- | ------ | ------------------------- |
|                       |        |                           |

| Освајач купа Југославије у рагбију 1982. |
| ---------------------------------------- |
| Рагби клуб Нада Сплит 7. трофеј          |